# Vahvanen och Aholanjärvi
Vahvanen och Aholanjärvi är en sjö i kommunen Kouvola i landskapet Kymmenedalen i Finland. Sjön ligger 63,1 meter över havet. Arean är 2,02 kvadratkilometer och strandlinjen är 12,82 kilometer lång. Sjön  ingår i Kymmene älvs huvudavrinningsområde.   Den ligger omkring 54 km norr om Kotka och omkring 140 km nordöst om Helsingfors. 